# Clémence Grimal
Clémence Grimal (Figeac, 4 maart 1994) is een Franse snowboardster, gespecialiseerd op het onderdeel halfpipe. Ze vertegenwoordigde haar vaderland op de Olympische Winterspelen 2014 in Sotsji.

## Carrière
Bij haar wereldbekerdebuut, in maart 2010 in Valmalenco, eindigde Grimal op de negende plaats. In december 2013 stond de Française in Ruka voor de eerste maal in haar carrière op het podium van een wereldbekerwedstrijd. Tijdens de Olympische Winterspelen van 2014 in Sotsji eindigde Grimal als veertiende in de halfpipe.
Op de FIS wereldkampioenschappen snowboarden 2015 in Kreischberg veroverde de Française de bronzen medaille op het onderdeel halfpipe. In de Spaanse Sierra Nevada nam ze deel aan de FIS wereldkampioenschappen snowboarden 2017. Op dit toernooi sleepte ze de bronzen medaille in de wacht in de halfpipe.

## Resultaten

### Olympische Winterspelen
| Jaar | Plaats | Resultaten   |
| ---- | ------ | ------------ |
| 2014 | Sotsji | 14e Halfpipe |

### Wereldkampioenschappen
| Jaar | Plaats        | Resultaten |
| ---- | ------------- | ---------- |
| 2015 | Kreischberg   | Halfpipe   |
| 2017 | Sierra Nevada | Halfpipe   |

### Wereldbeker
Eindklasseringen
| Seizoen   | Algm | HP  |
| --------- | ---- | --- |
| 2009/2010 | 99e  | 35e |
| 2010/2011 | 37e  | 26e |
| 2011/2012 | 50e  | 38e |
| 2012/2013 | 62e  | 38e |
| 2013/2014 | 16e  | 10e |
| 2014/2015 | 18e  | 5e  |
| 2015/2016 | 30e  | 11e |
| 2016/2017 |      | 15e |